# Tamcan
Tamcan, ime za neko pleme koje je u ranom 18. stoljweću živjelo sjevernije od Rio Grande blizu današnjeg Eagle Pasa (Thomas N. Campbell). Prema povjesničaru H. E. Boltonu, ovo ime možda je varijanta od Tacame ili Tonkawa, dok ih J. R. Swanton nabraja među coahuiltecanskim plemenima. Moguće je i da je taj naziv varijanta od Tancacoamas, plemenu što je u 17. stoljeću živjelo u sjevernom Nuevo leonu u Meksiku.

## Vanjske poveznice
- Hodge